# Saint-Saturnin (Sarthe)
Saint-Saturnin és un municipi francès situat al departament del Sarthe i a la regió de País del Loira. L'any 2007 tenia 2.271 habitants.

## Demografia

### Població
El 2007 la població de fet de Saint-Saturnin era de 2.271 persones. Hi havia 745 famílies de les quals 113 eren unipersonals (39 homes vivint sols i 74 dones vivint soles), 269 parelles sense fills, 328 parelles amb fills i 35 famílies monoparentals amb fills.
La població ha evolucionat segons el següent gràfic:
Habitants censats

### Habitatges
El 2007 hi havia 785 habitatges, 750 eren l'habitatge principal de la família, 5 eren segones residències i 30 estaven desocupats. 756 eren cases i 29 eren apartaments. Dels 750 habitatges principals, 593 estaven ocupats pels seus propietaris, 138 estaven llogats i ocupats pels llogaters i 19 estaven cedits a títol gratuït; 3 tenien una cambra, 14 en tenien dues, 69 en tenien tres, 167 en tenien quatre i 497 en tenien cinc o més. 674 habitatges disposaven pel capbaix d'una plaça de pàrquing. A 249 habitatges hi havia un automòbil i a 476 n'hi havia dos o més.

### Piràmide de població
La piràmide de població per edats i sexe el 2009 era:
| Homes | Edats   | Dones |
| ----- | ------- | ----- |
| 4     | 95 o +  | 0     |
| 0     | 90 a 94 | 0     |
| 8     | 85 a 89 | 12    |
| 0     | 80 a 84 | 8     |
| 20    | 75 a 79 | 28    |
| 24    | 70 a 74 | 12    |
| 24    | 65 a 69 | 32    |
| 60    | 60 a 64 | 40    |
| 44    | 55 a 59 | 76    |
| 104   | 50 a 54 | 68    |
| 68    | 45 a 49 | 88    |
| 56    | 40 a 44 | 72    |
| 124   | 35 a 39 | 88    |
| 88    | 30 a 34 | 84    |
| 36    | 25 a 29 | 76    |
| 48    | 20 a 24 | 24    |
| 48    | 15 a 19 | 60    |
| 84    | 10 a 14 | 48    |
| 88    | 5 a 9   | 112   |
| 64    | 0 a 4   | 64    |

## Economia
El 2007 la població en edat de treballar era de 1.581 persones, 1.095 eren actives i 486 eren inactives. De les 1.095 persones actives 1.040 estaven ocupades (569 homes i 471 dones) i 55 estaven aturades (17 homes i 38 dones). De les 486 persones inactives 182 estaven jubilades, 165 estaven estudiant i 139 estaven classificades com a «altres inactius».

### Ingressos
El 2009 a Saint-Saturnin hi havia 772 unitats fiscals que integraven 2.135 persones, la mediana anual d'ingressos fiscals per persona era de 22.665 €.

### Activitats econòmiques
Dels 154 establiments que hi havia el 2007, 1 era d'una empresa extractiva, 2 d'empreses alimentàries, 5 d'empreses de fabricació d'altres productes industrials, 15 d'empreses de construcció, 39 d'empreses de comerç i reparació d'automòbils, 11 d'empreses de transport, 28 d'empreses d'hostatgeria i restauració, 3 d'empreses d'informació i comunicació, 9 d'empreses financeres, 8 d'empreses immobiliàries, 20 d'empreses de serveis, 8 d'entitats de l'administració pública i 5 d'empreses classificades com a «altres activitats de serveis».
Dels 39 establiments de servei als particulars que hi havia el 2009, 4 eren tallers de reparació d'automòbils i de material agrícola, 1 paleta, 5 fusteries, 2 lampisteries, 3 electricistes, 3 empreses de construcció, 1 perruqueria, 3 veterinaris, 12 restaurants, 3 agències immobiliàries i 2 salons de bellesa.
Dels 20 establiments comercials que hi havia el 2009, 3 eren grans superfícies de material de bricolatge, 1 una botiga de menys de 120 m², 1 una fleca, 2 botigues de roba, 2 botigues d'equipament de la llar, 8 botigues de mobles, 1 una botiga de material esportiu, 1 un drogueria i 1 una floristeria.
L'any 2000 a Saint-Saturnin hi havia 9 explotacions agrícoles.

## Equipaments sanitaris i escolars
El 2009 hi havia 1 hospital de tractaments de mitja durada (seguiment i rehabilitació) i 1 farmàcia.
El 2009 hi havia 1 escola maternal i 1 escola elemental.

## Poblacions més properes
El següent diagrama mostra les poblacions més properes.